# Oakfield (New York)
Oakfield è un comune (town) degli Stati Uniti d'America, situato nello stato di New York, nella contea di Genesee.